# تلمبة أسد أباد (مشيز بردسير)
تلمبة أسد أباد (بالإنجليزية: Tolombeh-ye Asadabad, Bardsir)‏ هي مستوطنة تقع في إيران في كرمان.